# Saint-Martial-sur-Isop
Saint-Martial-sur-Isop ist eine französische Gemeinde im Département Haute-Vienne in der Region Nouvelle-Aquitaine. Sie gehört zum Arrondissement Bellac und zum Kanton Bellac.

## Geographie
Die Gemeinde Saint-Martial-sur-Isop liegt an der Grenze zum Département Vienne am Oberlauf des namensgebenden Flüsschens Isop, etwa 17 Kilometer nordwestlich von Bellac.
Sie grenzt im Norden an Val-d’Oire-et-Gartempe, im Osten an Saint-Bonnet-de-Bellac, im Süden an Val d’Issoire, im Südwesten an Gajoubert und im Westen an Asnières-sur-Blour. Im Osten hat die Gemeinde Saint-Martial-sur-Isop mit vier Windkraftanlagen einen Anteil an einem großen Windpark

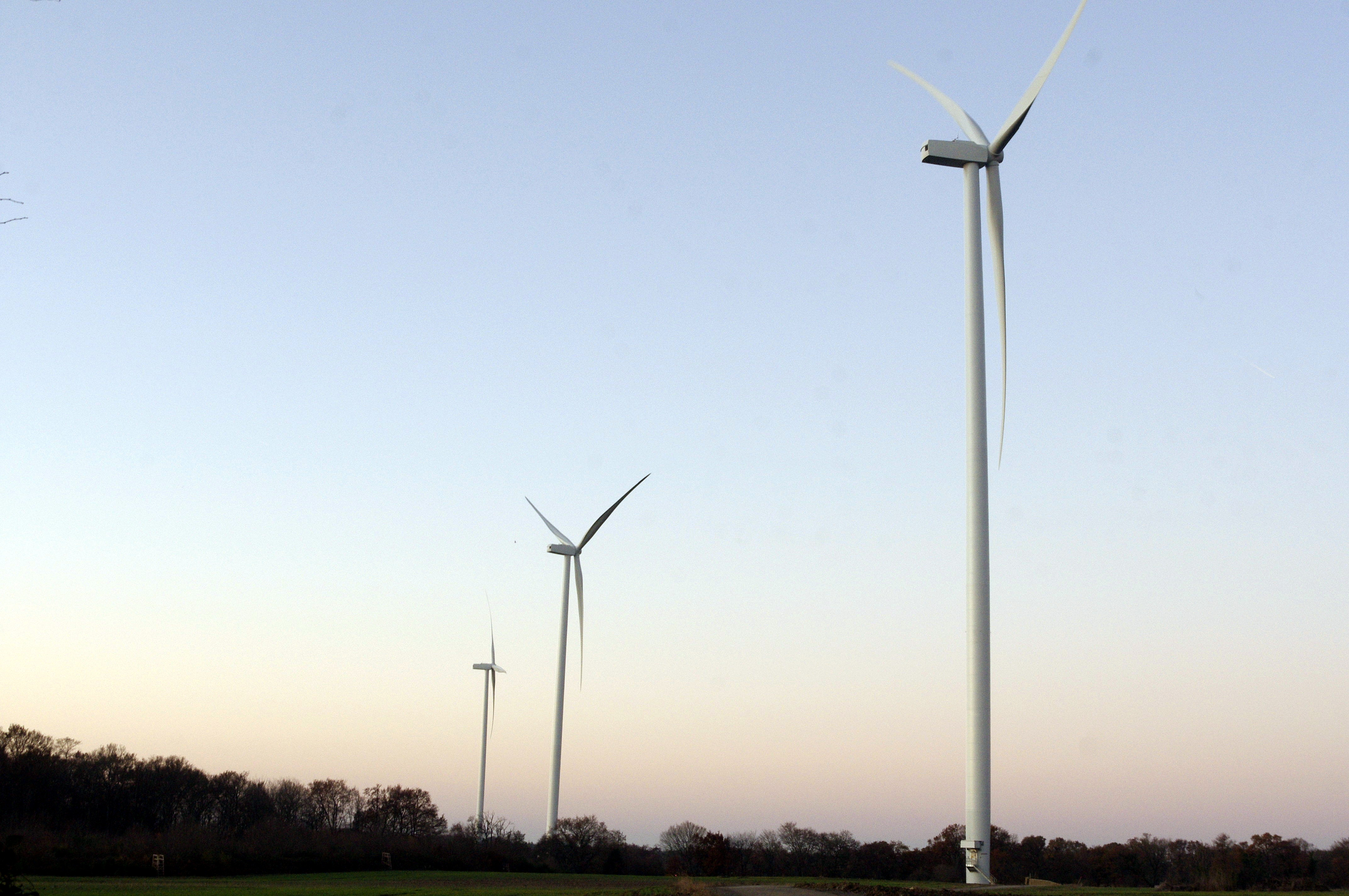
Windpark Saint-Bonnet-de-Bellac / Saint-Martial-sur-Isop

## Bevölkerungsentwicklung
| Jahr                       | 1962 | 1968 | 1975 | 1982 | 1990 | 1999 | 2008 | 2013 | 2020 |
| Einwohner                  | 349  | 266  | 217  | 185  | 156  | 126  | 138  | 135  | 140  |
| Quellen: Cassini und INSEE |      |      |      |      |      |      |      |      |      |

## Sehenswürdigkeiten
- Kirche Saint-Martial mit romanischer Krypta, 2004 restauriert